# Holsteelkluifzwam
De holsteelkluifzwam (Helvella elastica) is een schimmel uit de familie Helvellaceae. Hij leeft saprotroof (?), in loofbos, ook in gemengd en naaldbos, op humeus zand of leem.

## Kenmerken

### Uiterlijke kenmerken
De paddenstoel heeft een grijsachtige of olijfkleurige tot geelbruine, 2-4 cm brede, min of meer zadelvormige tot onregelmatige twee- tot drielobbige hoed. Soms is de zeer variabel gekleurde hoed bijna ivoorkleurig. De puntachtige lobben zijn vaak naar beneden gebogen, de onderkant is glad en witachtig.
De witachtige, vrij elastische steel is 3–8 (–12) cm lang en 0,3–0,7 (–1) cm breed. Het is aanvankelijk vol tot sponsachtig en later hol. Het oppervlak is glad en niet geribbeld. Soms worden er kleine groeven gevormd aan de basis.
Het witachtige, dunne vruchtvlees is taai in de steel en de geur en smaak zijn niet erg uitgesproken.

### Microscopische kenmerken
De sporen zijn langwerpig tot elliptisch, hyaliene en bevatten een grote oliedruppel. Ze zijn 18–22 µm lang en 10–14 µm breed. Jonge sporen hebben een ruw, wratachtig oppervlak, terwijl oudere sporen glad zijn. De asci, de cellen waarin de sporen zich ontwikkelen, zijn 8-sporig, elliptisch, glad, meestal met één centrale oliedruppel en maximaal vijf kleine druppeltjes aan elk uiteinde, 310–350 µm lang en 14–15 µm breed. De draadachtige parafysen (steriele cellen die tussen de asci staan) zijn knotsvormig verdikt met 6-10 µm brede punt, hyaliene tot bleekbruin met korrelige inhoud. Hyfen op het oppervlak van het vruchtlichaam hebben slechts enkele uitstekende, hyaliene gesepteerde elementen van 2–3 µm breed.

## Vergelijkbare soorten
Hij lijkt op:
- Roetkluifzwam (Helvella atra, maar deze zijn meestal kleiner en uniform zwart van kleur. De ongeribbelde steel is fijn tomentose tot donzig.
- Nonnenkapkluifzwam (Helvella spadicea), maar deze heeft een dikkere steel en een twee- tot vierlobbige, petachtige hoed.
- Witstelige zadelkluifzwam (Helvella latispora), maar deze heeft een witte steel en onderscheidt zich door zijn zadelvormige hoed en bredere sporen.

Andere soortgelijke soorten zijn zeer zeldzaam en kunnen meestal alleen door specialisten worden onderscheiden.

## Ecologie
De schimmel groeit meestal alleen of in groepen in schaarse loof- en naaldbossen en vaak langs bermen. Het stelt geen bijzondere eisen aan de bodem. De vruchtlichamen verschijnen tussen augustus en oktober.

## Verspreiding
De holsteelkluifzwam komt voor in Europa, Noord-Amerika (vooral in westelijke staten en provincies) en Noord-Azië (Japan, China, Noord-Korea).
In Nederland komt de holsteelkluifzwam vrij algemeen voor. Hij staat op de rode lijst in de categorie 'Kwetsbaar'.

## Eetbaarheid
De paddenstoel is geen eetbare paddenstoel en mag niet worden gegeten, hoewel sommige auteurs hem als gedeeltelijk eetbaar omschrijven. Als je de paddenstoel, die qua smaak weinig te bieden heeft, toch wilt eten, moet je er rekening mee houden dat alle kuifzwammen rauw giftig zijn. Hoewel de gifstoffen bij het koken grotendeels worden vernietigd of verwijderd, treden er soms individuele intolerantiereacties op bij consumptie.

## Foto's

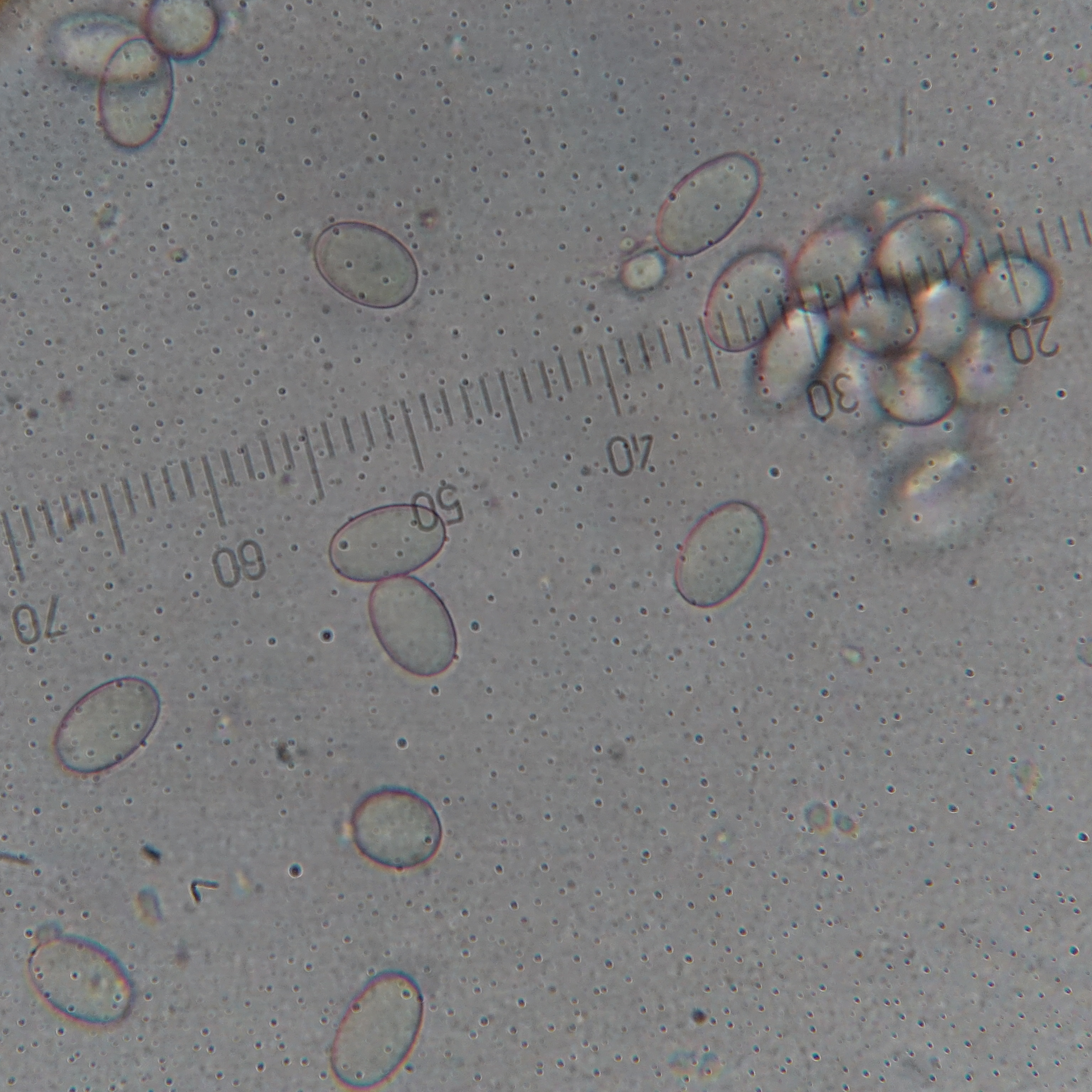
Sporen